# Le Voyageur du Mésozoïque
Como que a prever o sucesso futuro de o Parque Jurássico, esta aventura de Spirou envolve trazer uma criatura da pré-história à vida no presente.

## Resumo
O Conde de Talmourol encontra, e traz para Talmourol, um ovo de dinossauro congelado durante uma expedição à Antárctida. Com a ajuda de outros cientistas, bem como de Fantásio, Spirou, Skip e do Marsupilami, vão descongelar o ovo e chocar o dinossauro.